# سان استبان د ساپاردیل
سان استبان د ساپاردیل دهستانی در استان آبیلای اسپانیا است.
در این دهستان ۶۸ نفر زندگی می‌کنند. مساحت این دهستان ۱۲٫۹۵ کیلومتر مربع است.